# Yang Yun
Yang Yun (Zhuzhou, Hunan, 2 de diciembre de 1984) es una gimnasta artística china, medallista de bronce olímpica en 2000 en las barras asimétricas.

## Carrera deportiva
En las Olimpiadas de Sídney 2000 gana la medalla de bronce en la prueba de asimétricas, por detrás de la rusa Svetlana Khorkina, y de su compatriota la china Ling Jie.

### Controversia por su edad
En una entrevista concedida a CCTV-5, Yang admitió haber competido en los Juegos Olímpicos de Sídney 2000 con 14 años, cuando la edad mínima autorizada para atletas de su disciplina es de 16 años. Ello derivó en una investigación de la Federación Internacional de Gimnasia que, pese a sus declaraciones públicas, no pudo asegurar que hubiese habido fraude de su parte, motivo por el cual su medalla olímpica no le fue retirada.

## Biografía
Yun comenzó a salir con el deportista chino Yang Wei. En junio de 2006 la pareja se comprometió y finalmente se casaron el 6 de noviembre de 2008. En noviembre del 2009 le dieron la bienvenida a su primer hijo, Yang Wenchang (杨文昌) y a sus gemelas en el 2017.

## Filmografía

### Programas de variedades
| Año  | Título     | Notas                  |
| ---- | ---------- | ---------------------- |
| 2015 | Happy Camp | 2 episodios - invitado |